# Sedlo (otok)
Sedlo je nenaseljeni otočić 4,4 km JI od južnog rta otoka Kornata i 3,8 km sjeverno od otoka Blitvenice (svjetionik Hrid Blitvenica), te 3.9 km zapadno od Žirja.
Površina otoka je 15.580 m2, duljina obalne crte 584 m, a visina 15 metara.

## Vanjske poveznice
|  | Zajednički poslužitelj ima još gradiva o temi Sedlo (otok) |